# Herb Brzegu Dolnego
Herb Brzegu Dolnego – jeden z symboli miasta Brzeg Dolny i gminy Brzeg Dolny w postaci herbu. 

## Wygląd i symbolika
Herb przedstawia na błękitnej tarczy herbowej postać świętego Jerzego jako rycerza w srebrnej zbroi i z hełmem o pióropuszu z siedmiu czarnych piór czaplich, dosiadającego białego rumaka z czerwoną uprzężą, uzdą i siodłem, przebijającego srebrną włócznią paszczę leżącego na plecach czerwonego smoka, skulonego w odruchu obronnym. Koń spięty w skoku w heraldyczną lewą stronę. Rycerz trzyma w lewej ręce czerwoną tarczę z trzema czerwonymi różami umieszczonymi na białym pasie biegnącym w lewo w skos. Koń z rycerzem i smok umieszczeni są na zielonej murawie, za nimi błękitna wstęga rzeki, przy brzegu rzeki złota łódź (przy prawej krawędzi tarczy herbowej). Na przeciwległym brzegu zielone krzewy, nad nimi błękitne niebo.
Główny motyw herbowy, św. Jerzy walczący ze smokiem, nawiązuje do patrona założyciela miasta. Rzeka w godle nawiązuje do położenia miasta nad Odrą oraz do jego dawnej niemieckiej nazwy: Dyhernfurth, czyli Bród Dyhrna.

## Historia
Herb Brzegu Dolnego został nadany miastu wraz z prawami miejskimi w 1663 przez cesarza i króla Czech Leopolda I. Tarcza czerwona z trzema różami na białym skośnym pasie to herb rodowy Georga Abrahama von Dyhrn, kanclerza Urzędu Zwierzchniego Górnego i Dolnego Śląska, właściciela dóbr Głoska, założyciela Brzegu Dolnego. 
Od czasów nadania wizerunek herbu poddawany był korektom. Rada Miejska 2 czerwca 1993 podjęła uchwałę w sprawie herbu i barw miasta Brzeg Dolny, uwzględniając go później w statucie miasta z 20 września 2001 i nie uwzględniając w statucie miasta z 4 marca 2019.